# Dominique Thomas (coloriste)
 (mars 2021).
Dominique Thomas est une coloriste française de bande dessinée.

## Publications
- Théodore Poussin avec Yann (scénario) et Frank Le Gall (scénario et dessin), Dupuis, 9 tomes de 1988 à 2005
- Tif et Tondu : Le Mystère de la chambre 43 avec Denis Lapière (scénario) et Alain Sikorski (dessin), Dupuis, 1997  (ISBN 2-8001-2463-6)
- Les Aventures des Moineaux, avec Rodolphe (scénario) et Louis Alloing (dessin), Bayard, coll. Astrapi, 2 tomes en 1998 et 1999
- Le Savant fou avec Stanislas (scénario et dessin), éd. Reporter, 2001  (ISBN 2-908710-22-6)
- Les Exploits de Yoyo : L'intégraleavec Yann (scénario) et Frank Le Gall, Vents d'Ouest, 2002  (ISBN 2-7493-0010-X)
- Victor Levallois : La Balade des clampins avec Laurent Rullier (scénario) et Stanislas Barthélémy (dessin), Les Humanoïdes Associés, 2004  (ISBN 2-7316-6326-X)
- Célébritiz avec Lewis Trondheim (scénario) et Ville Ranta (dessin), Dargaud, coll. Poisson Pilote, 2006  (ISBN 2-205-05809-6)
- Donjon Monsters : Le Grand Animateur avec Joann Sfar (scénario), Lewis Trondheim (scénario) et Stanislas Barthélémy (dessin), Delcourt, coll. Humour de rire, 2007  (ISBN 978-2-7560-0777-9)
- Le Spirou de… : Les Marais du temps avec Frank Le Gall (scénario et dessin), Dupuis, 2007[2]  (ISBN 978-2-8001-3826-8)
- Les Aventures d'Hergé avec Jean-Luc Fromental, José-Louis Bocquet, Stanislas Barthélémy, Madeleine De Mille et Laurence Croix, Dargaud, éditions de 2011, 2015 et 2017
- Le Perroquet des Batignolles, avec Jacques Tardi (scénario), Michel Boujut (scénario) et Stanislas Barthélémy dessinà, Dargaud, 2 tomes en 2011 et 2014
- L'Hélimob avec Stanislas Barthélémy, Les Rêveurs, 2017  (ISBN 979-10-91476-75-1)
- Le retour à la terre, les métamorphoses avec Jean-Yves Ferri (scénario) et Manu Larcenet (dessin), Dargaud, 2019  (ISBN 978-2-205-06766-8)
- Walter débarque en Normandie et dessine sa souris en slip avec Rémi Pielot, éditions Pielot, 2021,  (ISBN 978-2-9573264-0-2)